# أنيسة الونيسة (مسلسل)
مسلسل أنيسة الونيسة هو مسلسل كويتي من إخراج منير الزعبي.

## قصة المسلسل
تجربة درامية تمزج بين الكوميديا السوداء والتراجيديا، ثرية بالمضامين والقيم الإنسانية والاجتماعية التي تكشف حقيقة الغايات من العلاقات التي تبنى على المصالح واثرها في حياتنا .
 هذا باختصار ملخص فكرة قصة مسلسل «أنيسة الونيسة» الذي يجري تصوره هذه الفترة في عدة اماكن في الكويت 
 وهو من إنتاج «صباح بكتشرز» لعامر الصباح ومنتج منفذ «سبكتروم بكتشرز»

## طاقم العمل
```
تأليف 
عبد المحسن الروضان
  وإخراج 
منير الزعبي
  وبطولة: 
فاطمة الصفي
، 
عبد المحسن النمر
، 
خالد البريكي
، 
عبير أحمد
، 
ملاك
، 
فخرية خميس
، 
إلهام علي
، 
عبد الله الطراروة
.
```

## الشخصيات
| الممثل            | الشخصية                            |
| ----------------- | ---------------------------------- |
| فاطمة الصفي       | أنيسة                              |
| فخرية خميس        | عزيزة                              |
| ملاك              | خولة اخت انيسة                     |
| خالد البريكي      | أنور أخ انيسة                      |
| عبير أحمد         | دلال زوجه أنور                     |
| عبد الله البلوشي  | فواز ابن أنور                      |
| سالي فراج         | ابرار بنت أنور                     |
| عبد المحسن النمر  | أياد أخ انيسة                      |
| (ممثلة) غرور      | بدرية زوجه أياد                    |
| نرمين محسن        | شهد بنت أياد                       |
| عبد الله الطراروة | فيصل أخ انيسة                      |
| إلهام علي         | اخلاص زوجه فيصل                    |
| عبد الله الباروني | مبارك المحامي                      |
| غدير صفر          | غالية                              |
| منصور الفيلي      | محبوب                              |
| امل محمد          | ام انيسة (ضيفة شرف)                |
| شهاب حاجيه        | نوح (ضيف شرف)                      |
| (ممثلة)غزلان      | ليلى (ضيفة شرف)                    |
| منى حسين          | عزيزة في مرحلة الشباب (ضيفة الشرف) |
| نواف القريشي      | شقيق عزيزة (ضيف الشرف)             |